# 521
521 (DXXI) var ett normalår som började en fredag i den julianska kalendern.

## Händelser

### Okänt datum
- Boethius introducerar den grekiska musikaliska brevnotationen i Europa.
- Ecclesius blir biskop av Ravenna.
- Samson av Dol blir instiftad som biskop i Bretagne.
- Ma'adikarib Ya'fur genomför ett fälttåg i Mesopotamien.
- Sedermera bysantinske kejsaren Justinianus I blir konsul.

## Födda
- 7 december – Columba, abbot, missionär och helgon.
- Charibert I, frankisk kung av Paris 561–567 (född omkring detta år eller 517).
- Gao Cheng,  prins Wenxiang av Bohai.

## Avlidna
- 17 juli – Magnus Felix Ennodius, latinsk biskop och poet.
- Jacob av Serugh, syriansk författare.